# Southern Pines
Southern Pines est une ville américaine située dans le comté de Moore en Caroline du Nord. En 2000, sa population était de 12 334 habitants.
Carwood Lipton, officier de la 101e division aéroportée et membre de la célèbre Easy Company, a passé les dernières années de sa vie à Southern Pines et y est mort en 2001.

## Démographie
| 1900 | 1910 | 1920 | 1930  | 1940  | 1950  |
| ---- | ---- | ---- | ----- | ----- | ----- |
| 517  | 542  | 743  | 2 524 | 3 225 | 4 272 |

| 1960  | 1970  | 1980  | 1990  | 2000   | 2010   |
| ----- | ----- | ----- | ----- | ------ | ------ |
| 5 198 | 5 937 | 8 620 | 9 129 | 10 918 | 12 334 |

## Traduction
- (en) Cet article est partiellement ou en totalité issu de l’article de Wikipédia en anglais intitulé « Southern Pines, North Carolina » (voir la liste des auteurs).